# Liste des cimetières de La Réunion

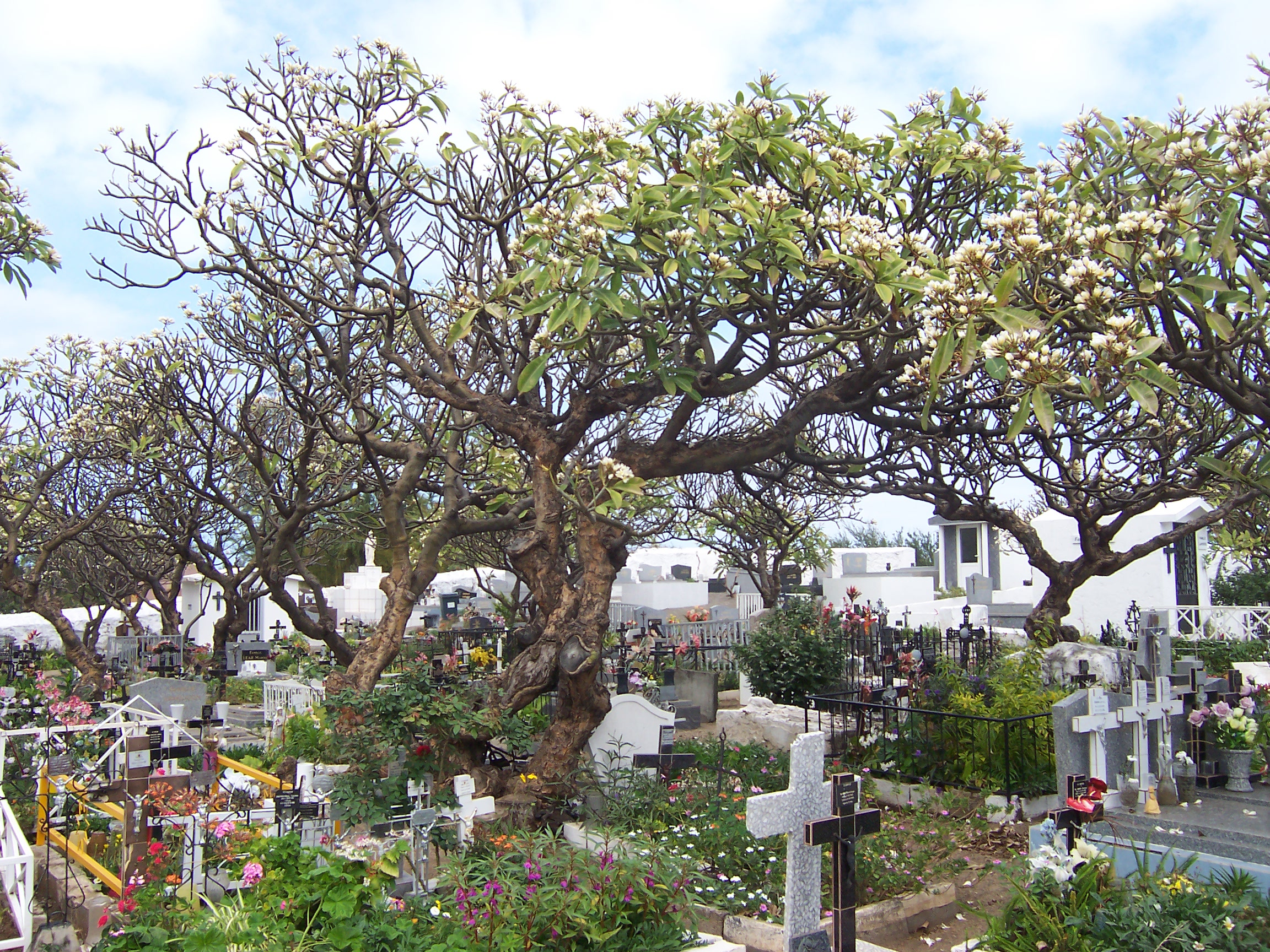
Frangipanier dans le cimetière de la pointe au Sel, à Saint-Leu.

La liste des cimetières de La Réunion comprend notamment les cimetières suivants :

## Liste des cimetières

### Saint Denis
- Cimetière du Père Raimbault,  inscrit en totalité à l'inventaire supplémentaire des Monuments historiques depuis le 17 décembre 2015.
- Cimetière de la Jamaïque
- Cimetière du 15ème
- Cimetière du Brûlé
- Cimetière de St François
- Cimetière de Primat
- Cimetière de Ste Clotilde
- Cimetière de la Bretagne
- Cimetière de l'Est

### Sainte Marie
- Cimetière du Centre Ville
- Cimetière de la Rivière des Pluies
- Cimetière Intercommunal de Bois Rouge
- Cimetière des Jésuites

### Sainte Suzanne
- Cimetière de Bel-Air
- Cimetière Ste Vivienne

### Saint André
- Cimetière du Centre Ville
- Cimetière de Champ Borne
- Vieux cimetière de Champ Borne
- Cimetière de Grand Canal

### Salazie
- Cimetière du Village
- Cimetière d'Hell Bourg
- Cimetière de Grand Ilet

### Bras-Panon
- Cimetière communal de Bras-Panon
- Ancien cimetière

### Saint Benoît
- Cimetière de Saint-Benoît
- Cimetière de Sainte Anne

### La Plaine des Palmistes
- Cimetière communal de la Plaine des Palmistes

### Sainte Rose
- Cimetière communal de Ste Rose

### St Philippe
- Ancien cimetière de Basse Vallée, à Saint-Philippe, inscrit en totalité à l'inventaire supplémentaire des Monuments historiques depuis le 26 janvier 2012[1].
- Cimetière communal

### Saint Joseph
- Cimetière de Vincendo
- Cimetière du Butor
- Cimetière des Lianes

### Petite-Île
- Cimetière communal de Petite-Île
- Cimetière paysager de Peti

### Saint Pierre
- Cimetière du Centre Ville
- Cimetière de Grand Bois
- Cimetière de Ravine des Cabris
- Cimetière de Montvert les Hauts

### Saint Louis
- Cimetière du Père Lafosse

### Le Tampon
- Cimetière de Terrain Fleury
- Cimetière de Bras de Pontho

### Cilaos
- Cimetière communal de Cilaos

### Etang Salé
- Cimetière communal de l'Etang Salé

### Les Avirons
- Cimetière communal des Avirons

### Saint Leu
- Cimetière de la Pointe au Sel
- Cimetière du Plate
- Cimetière des Colimaçons
- Cimetière de La Chaloupe

### Trois Bassins
- Cimetière communal de Trois Bassins

### Saint Paul
- Cimetière de l'Etang
- Cimetière marin de Saint-Paul, à Saint-Paul, inscrit en totalité à l'inventaire supplémentaire des Monuments historiques depuis le 26 janvier 2012[2].
- Cimetière des esclaves
- Cimetière de St Gilles
- Cimetière de la Saline les Hauts
- Cimetière du Guillaume
- Cimetière de Bois de Nèfles

### Le Port
- Cimetière Paysager du Port
- Cimetière marin du Port

### La Possession
- Cimetière de la Ravine à Marquet
- Cimetière de Dos d'Ane

## Annexe